# Charles Amberger
Charles Henri Adrien Amberger (9 de janeiro de 1882 — 3 de maio de 1901) foi um ciclista de pista francês que competiu na prova de velocidade do ciclismo nos Jogos Olímpicos de Verão de 1900, representando França. Não terminou na primeira rodada da terceira eliminatória.